# 王心
王心（1501年—？），字惟一，號两山，直隸龍江右衛（在天長縣）軍籍，浙江定海縣人，明朝政治人物。

## 生平
嘉靖七年（1528年）戊子科應天府鄉試第三十一名舉人。嘉靖十七年（1538年）中式戊戌科會試第二百六十七名，登第三甲第二百一十九名進士。授兵部主事，后降为郴州同知，升武昌府通判、真定府同知。嘉靖二十六年(1547)回乡省亲时，主修《嘉靖天长县志》，为天长现存最早县志。还纂修《郴州文志》，著有《周易本义》、《衍翼·兵议》(一说《周易本义衍翼》、《兵民二议》)等。

## 家族
曾祖王敬祥；祖父王雷；父王浩，母楊氏。慈侍下。兄王言。